# Manzana de la Discordia

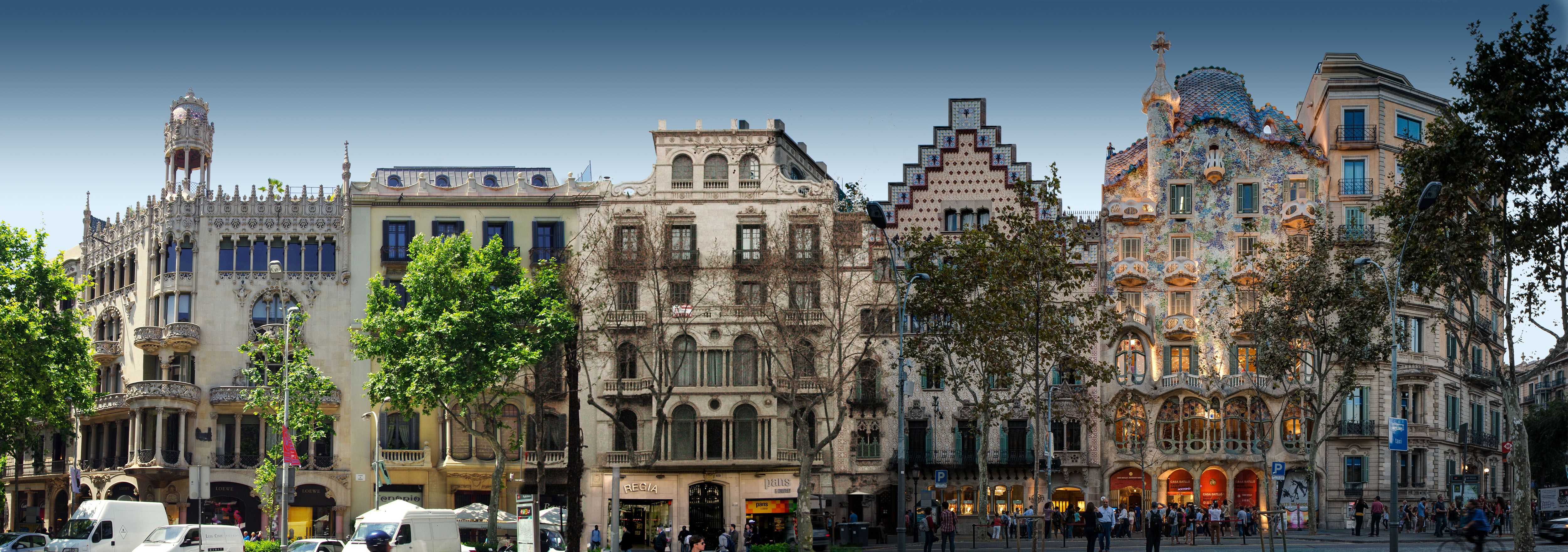
Gli edifici della Manzana de la Discordia

La Manzana de la Discordia (in catalano Illa de la Discòrdia) è un blocco di edifici che si trova nell'Eixample di Barcellona nel Passeig de Gràcia tra Carrer del Consell de Cent e Carrer d'Aragó, famoso perché vi si trovano alcuni degli edifici più importanti del Modernismo catalano, uno dei quali (Casa Batlló) è patrimonio dell'umanità dell'UNESCO.
L'appellativo gioca sul doppio significato che il termine manzana ha nella lingua spagnola, che significa sia isolato che mela, rimandando così al mito del pomo della discordia. La ragione di ciò sta nel fatto che nell'isolato sono presenti le differenti interpretazioni di alcuni dei più importanti architetti catalani del tempo come: la Casa Lleó Morera di Lluís Domènech i Montaner al numero 35, la Casa Mulleras di Enric Sagnier al numero 37, la Casa Bonet di Marceliano Coquillat al numero 39, la Casa Amatller di Josep Puig i Cadafalch al numero 41 e la Casa Batlló di Antoni Gaudí al numero 43.

## Galleria d'immagini

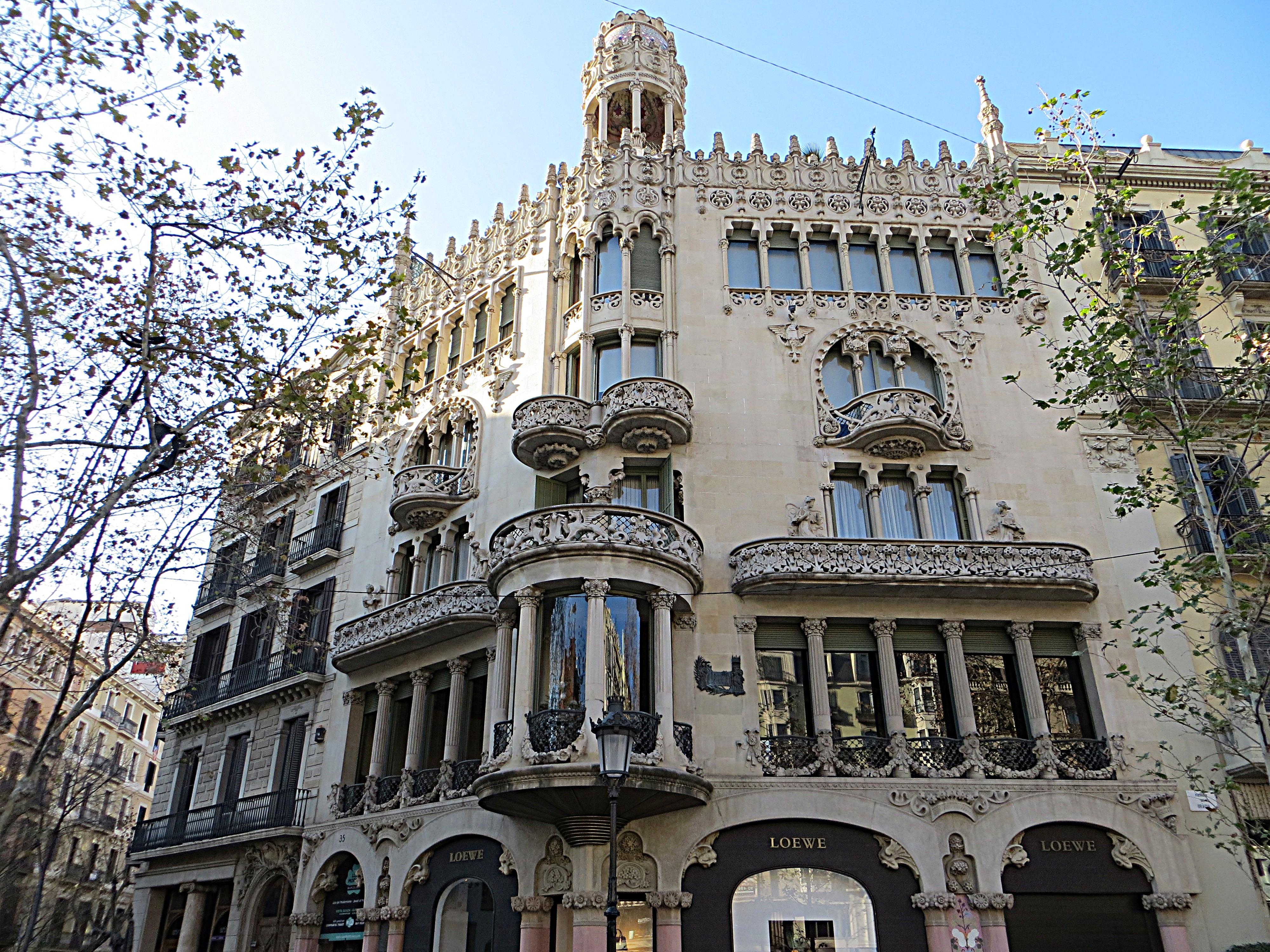
Casa Lleó Morera
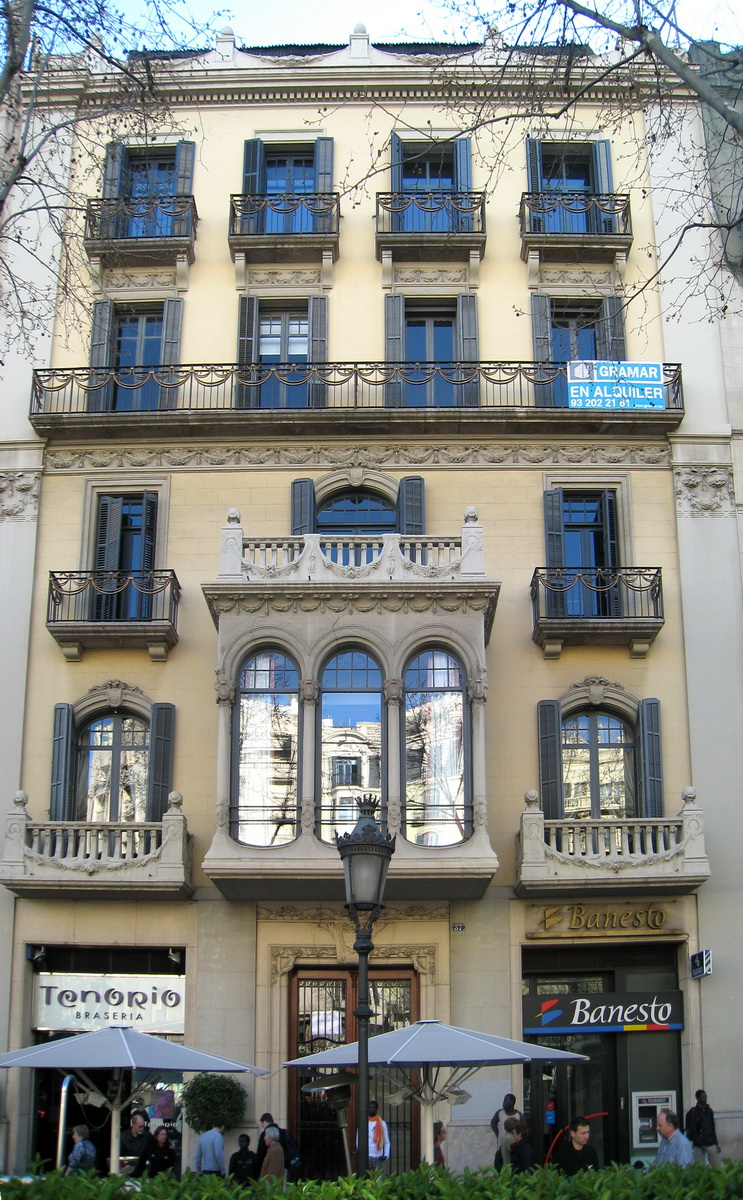
Casa Mulleras
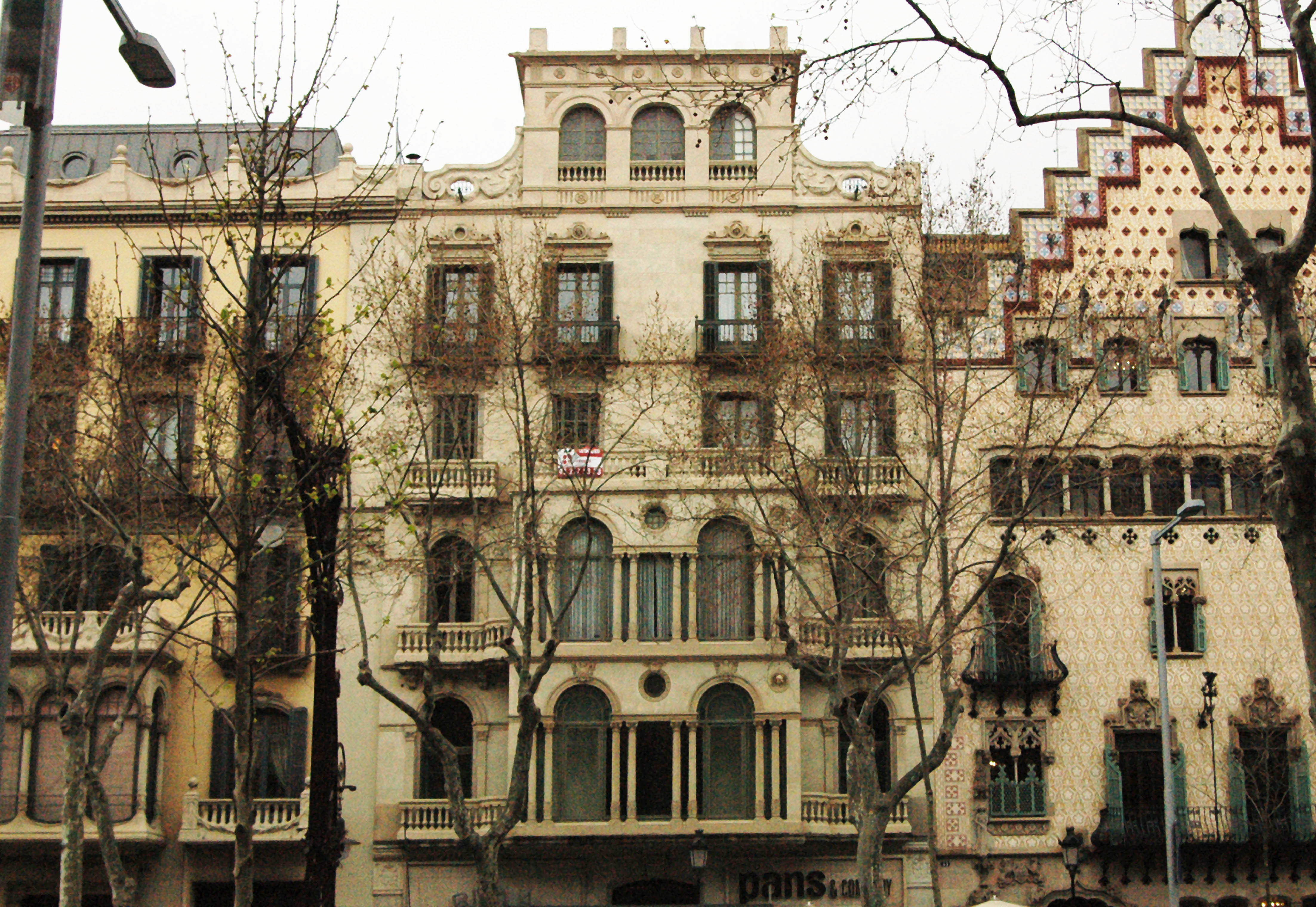
Casa Bonet
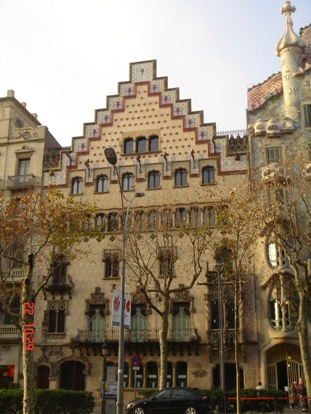
Casa Amatller
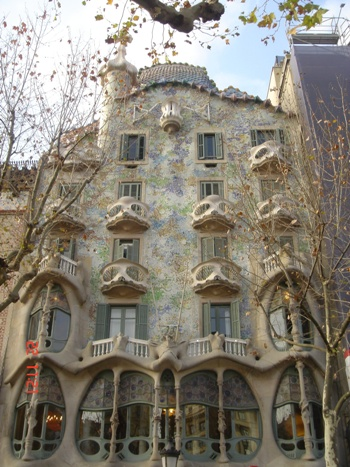
Casa Batlló